# 小松江里子
小松 江里子（こまつ えりこ、1962年3月17日 - ）は、日本の脚本家である。本名、伊藤 江里子。　
大阪府松原市出身。大谷女子大学文学部幼児教育学科卒業。夫は元TBSテレビプロデューサーの伊藤一尋。
北海道を拠点に活動する同姓同名のスタイリストとは別人である。

## 略歴・人物
脚本家になりたいと思うようになったのは、1980年、向田邦子が直木賞を受賞したことで一躍脚本家が脚光を浴び出したころ、これに触発されるようになったことだったという。向田作品を書き写して脚本家修業に励み、19歳の時に私小説風シナリオが映人社『月刊ドラマ』に掲載される。しかしその後は「脚本家なんて無理」とあきらめて大学卒業後は小学校教員となる。しかしその後再び脚本家になりたい思いが湧き、シナリオサークルに参加。試しに執筆した「学校を舞台にした刑事もの」の脚本が『部長刑事』（朝日放送）で採用され、1986年にその部長刑事で脚本家デビュー。教師も脚本家も両方片手間には出来ないと判断して、25歳の時に教師を退職して脚本家一本に絞る。『天下茶屋のハッちゃん』（NHK大阪）など関西ローカルのドラマを担当した後上京し、その後、『はいすくーる落書2』（TBS）や『セカンドチャンス』（同）など数々のドラマの脚本を担当。主にNHKやTBSのテレビドラマを数多く担当する。
2008年に橋田賞を受賞。
2009年のNHK大河ドラマ『天地人』の脚本を担当し、2015年に大河ドラマ『花燃ゆ』の明治編以降の脚本に途中から加わっている。
夫は元TBSの伊藤一尋プロデューサーで、コンビを組んだ作品が殆どである。さらに、同郷出身である俳優の赤井英和やKinKi Kidsの堂本剛は小松が脚本を担当したドラマに出演することが多かった。

## 受賞歴
- 第16回（2008年）橋田賞（『どんど晴れ』）[2]
- 第39回日本アカデミー賞 優秀脚本賞（『海難1890』）[3]

## 主な作品

### テレビドラマ
- 部長刑事（1986年 - 1987年、朝日放送）
- はいすくーる落書2（1990年、TBS）
- 卒業（1990年、TBS）
- 東京エレベーターガール（1992年、TBS）
- いつも心に太陽を（1994年、TBS）
- セカンド・チャンス（1995年、TBS）
- 若葉のころ（1996年、TBS）
- 友達の恋人（1997年、TBS）
- 青の時代（1998年、TBS）
- to Heart 〜恋して死にたい〜（1999年、TBS）
- ママチャリ刑事（1999年、TBS）※原作
- Summer Snow（2000年、TBS）
- 火消し屋小町（2000年、関西テレビ）
- ガッコの先生（2001年、TBS）
- 陰陽師（2001年、NHK）
- ママの遺伝子（2002年、TBS）
- 元カレ（2003年、TBS）
- かるたクイーン（2003年、NHK）
- 女将になります!（2003年、NHK）
- 農家のヨメになりたい（2004年、NHK）
- バツ彼（2004年、TBS）
- ブラザー☆ビート（2005年、TBS）
- おいしいプロポーズ（2006年、TBS）
- どんど晴れ（2007年、NHK連続テレビ小説）
  - どんど晴れスペシャル（2011年）
- NHK大河ドラマ
  - 天地人（2009年）
  - 花燃ゆ（2015年）
- 花嫁のれん（東海テレビ）※原作も担当　
  - 第1シリーズ（2010年）
  - 第2シリーズ（2011年）
  - 第3シリーズ（2014年）
  - 第4シリーズ（2015年）
- かぶき者 慶次（2015年、NHK）
- いつまでも白い羽根（2018年、東海テレビ）
- バカボンのパパよりバカなパパ（2018年、NHK）
- ぬけまいる〜女三人伊勢参り（2018年、NHK）
- 大富豪同心（2019年、NHK BSプレミアム/NHK総合）
  - 大富豪同心2（2021年、NHKBSプレミアム）
  - 大富豪同心3（2023年、NHKBSプレミアム）
- 隕石家族（2020年、東海テレビ）※原作も担当
- 理想のオトコ（2021年、テレビ東京）
- #コールドゲーム（2021年、東海テレビ）※原作も担当
- 明治開化 新十郎探偵帖（2021年、NHK BSプレミアム/NHK BS4K）

### 映画
- 利休にたずねよ（2013年、東映）
- サクラサク（2014年、東映）
- 海難1890（2015年、東映）
- 天外者（2020年、ギグリーボックス）[4]
- 親のお金は誰のもの 法定相続人（2023年、イオンエンターテイメント / ギグリーボックス）

### 小説
- 花嫁のれん　大女将の遺言（2022年、幻冬舎文庫）
- 花嫁のれん　老舗破門（2023年、幻冬舎文庫）